# Muhardeh (district)
Muhardeh district (Arabisch: محردة Maḥarda) is een Syrisch district behorend tot het Hama gouvernement. De hoofdstad is Muhardeh.